# Louise Langgaard
Louise Langgaard (geb. 9. Januar 1883 in London, gest. 4. November 1974 in Loheland bei Fulda) war eine deutsche Malerin, Gymnastiklehrerin und Mitbegründerin des anthroposophischen Frauen-Siedlungsprojektes Loheland bei Fulda.

## Kindheit, Ausbildung und Malerei
Louise Langgaard wurde als einzige Tochter des Kaufmanns Theodor Langgaard in London geboren. Ihre Vorfahren väterlicherseits stammten aus Dänemark von einem Bauernhof, ihr Großvater Otto Martin Emil Langgaard betrieb eine orthopädische Klinik in Hamburg. Nach dem Umzug der Familie nach Deutschland besuchte Langgaard die Mädchenschulen Königin-Olga-Stift und Königin-Katharina-Stift-Gymnasium in Stuttgart. Anschließend besuchte Langgaard die Kunstgewerbeschule Dresden und legte 1901 ihr Staatsexamen als Zeichenlehrerin ab. Frauen war der Zugang zu Kunstakademien damals noch verwehrt, so dass Langgaard ihre künstlerische Ausbildung in den Jahren 1902 bis 1905 in den Privatateliers der Maler Georg Lührig (1886–1957) in Dresden und Simon Hollósy (1857–1918) in München fortsetzte. Daneben arbeitete sie in den Wintermonaten als Mal- und Zeichenlehrerin in ihrem eigenen Schulatelier sowie als Goldschmiedin, Töpferin und Handweberin in Dresden. Im Sommer war sie wandernd, malend und webend in Ungarn, Rumänien und Polen unterwegs, wo sie mit anderen Malern wie ihrem Lehrer Hollósy und Stanislaus Stückgold (1868–1933), einem der weniger bekannten Maler des „Blauen Reiters“, zusammentraf. Zeitweilig hielt Langgaard sich in der Künstlerkolonie Nagybánya auf.

## Anthroposophie und Gymnastik
In Dresden kam Langgaard in Berührung mit der Anthroposophie; sie besuchte Vorträge Rudolf Steiners (1861–1925). Am 1. Februar 1913 trat Langgaard der Anthroposophischen Gesellschaft bei.
Im Jahr 1912 durchlief Langgaard einen Halbjahreskurs bei Bess Mensendieck (1864–1957) in Norwegen, den sie mit einem Diplom in „funktionellem Frauenturnen“ abschloss. Auf Empfehlung Mensendiecks holte die Gymnastiklehrerin Hedwig von Rohden (1890–1987) Langgaard an ihr 1911 oder 1912 gegründetes Seminar für klassische Gymnastik innerhalb der Mathilde-Zimmer-Stiftung in Kassel. Hedwig von Rohden und Louise Langgaard leiteten das Kasseler Seminar für klassische Gymnastik mehrere Jahre lang nach ihren eigenen Vorstellungen. Der Schwerpunkt lag auf Gymnastik, Physiotherapie, Sport und Tanz. Sie hatten ausschließlich weibliche Studierende. Unter anderem bildeten sie Anna Müller-Herrmann (1888–1975) aus, die Begründerin der Pflegerischen Gymnastik. Die beiden jungen Frauen – die 22-jährige Hedwig von Rohden und die knapp 30-jährige Louise Langgaard – begannen, ein eigenständiges Erwachsenenbildungskonzept für Frauen auf der Basis von Bewegungsstudien zu entwickeln.
Das Seminar für klassische Gymnastik zog von Kassel zunächst (wahrscheinlich 1914) nach Potsdam und später (wahrscheinlich 1916) ins thüringische Tambach um. Während des Ersten Weltkriegs, ab 1917, wurde das Schloss Bieberstein des deutschen Reformpädagogen und Gründers der Landerziehungsheime Hermann Lietz (1868–1919) für die Aktivitäten des Seminars genutzt. 

## Reformprojekt „Loheland“
Nach dem Ersten Weltkrieg, als Lietz 1919 starb, mussten Hedwig von Rohden und Louise Langgaard das Schloss Bieberstein verlassen. Sie begannen, nach etwas Eigenem zu suchen, und kauften im Mai 1919 eine mehr als 40 Hektar große Wald- und Landfläche in der Nähe von Fulda – das von ihnen so genannte Loheland. Sie verstanden Loheland nicht als gewöhnliches Siedlungsprojekt, sondern als ein körperliches und geistiges, auch emanzipatorisches Reformprojekt. Anfangs bestand die Siedlung aus Zelten; schon bald wurden jedoch mit Unterstützung durch Schülerinnen und Freunde die ersten Gebäude und Werkstätten sowie der benötigten Infrastruktur auf dem bis dahin unbebauten Land errichtet. Der Unterricht konnte im Herbst 1919 wieder aufgenommen werden. Auf dem Gelände gründeten die beiden Frauen eine Weberei (1919), eine Korbflechterei, eine Schreinerei (1920), eine Drechslerei (1924), eine Lederwerkstatt, ein Fotolabor (1926 in der Waggonia), eine Schneiderei (1927), eine Zuchtstätte für Deutsche Doggen (1930) und eine Töpferei (1931). Die Handwerksbetriebe bildeten nicht nur das finanzielle Fundament des Lohelands; die Gymnastikschülerinnen konnten dort auch eine Berufsausbildung absolvieren – für junge Frauen aus bürgerlichen Haushalten keine Selbstverständlichkeit. Schon bald konnten in Loheland neben dem Diplom als staatlich geprüfte Gymnastiklehrerin noch weitere berufsqualifizierende Abschlüsse erworben werden.
Viele Bauten in Loheland entstanden in engem Austausch zwischen Langgaard und dem Hamburger Architekten Walther Baedeker (1880–1959), mit dem Louise Langgaard befreundet war.

## Tanz, Fotografie und Kunst
Das Loheland erregte auch durch den dort entwickelten neuen Tanzstil Aufmerksamkeit. Im Jahr 1919 präsentierten Loheland-Mitglieder ihren expressionistischen, freien Tanz deutschlandweit auf öffentlichen Theaterbühnen. Loheland-Tänzerinnen wie Eva Maria Deinhardt, Berta Müller, Bertha Günther und Edith Sutor trugen dabei futuristische Kostüme aus Papierschnüren und goldgleißendem Material.
Von Anfang an begleiteten die Frauen ihr Loheland-Projekt mit der Kamera. Louise Langgaard dokumentierte die Tänze der Loheländerinnen in einer Reihe bemerkenswerter Aufnahmen. Mit der Einrichtung der „Lichtbildwerkstatt Loheland“ 1926 gehörte der professionelle Einsatz des modernen Mediums Fotografie zum Alltag der Frauensiedlung. Die in der „Lichtbildwerkstatt Loheland“ erstellten hochklassigen Werbe-, Porträt- und Landschaftsaufnahmen setzten die Loheländerinnen gezielt zur Vermarktung ihrer Produkte ein. Ein Brand im Jahr 1923 zerstörte jedoch sämtliche Kostüme der Tänzerinnen. Louise Langgaard und Hedwig von Rohden nahmen dies zum Anlass, die Tanzdarbietungen zu beenden.
Auch als Malerin und Zeichnerin bildete Langgaard immer wieder den weiblichen Körper in Bewegung ab. Im Jahr 2010 wurde in Loheland eine Truhe aus dem Besitz von Louise Langgaard, die seit Mitte der 1920er Jahre nicht mehr geöffnet worden war, mit rund 800 ihrer Arbeiten auf Papier gefunden. Darin befanden sich Studien und Skizzen aus ihrer Zeit an Zeichenschulen, Akte und Porträts, anatomische Studien im Rahmen der Gymnastikausbildung in Loheland, ferner Dessins für Kissen und Fliesen, Entwürfe für Buchumschläge, Pastellzeichnungen nach Gipsmodellen, dekorative Stillleben und florale Motive – von der lebensnahen Naturstudie bis hin zur Stilisierung im Jugendstil.

## „Loheland“ im Nationalsozialismus
Nach der nationalsozialistischen „Machtergreifung“ im Januar 1933 begannen schwierige Zeiten für das Loheland-Projekt. Über seine Ausrichtung im Nationalsozialismus kam es zu Konflikten zwischen Louise Langgaard und Hedwig von Rohden: Während Langgaard eine Strategie der Anpassung an die neuen nationalsozialistischen Machthaber vertrat, lehnte von Rohden solche Zugeständnisse strikt ab. 1937 verließ von Rohden das Loheland. Langgaard hingegen bildete dort junge Frauen des Reichsarbeitsdienstes zu Gymnastiklehrerinnen aus. Sie selbst und andere Loheland-Mitarbeiterinnen übernahmen führende Posten in der NS-Frauenschaft und im Bund Deutscher Mädel. Die 1941 drohende Schließung konnte Langgaard mit Hilfe einflussreicher Freunde aus der Jugendbewegung abwenden, so war Loheland die einzige anthroposophische Gemeinschaft, die die Zeit des Nationalsozialismus überstand.
Während des Zweiten Weltkriegs schickten Loheländerinnen aus ganz Deutschland ihre Kinder nach Loheland, um sie dort vor alliierten Bombenangriffen in Sicherheit zu bringen. Diese Kinder bildeten nach dem Zweiten Weltkrieg die erste Generation Waldorfschüler in Loheland.

## Nachkriegszeit
Im Jahr 1958 erhielt Langgaard die Goethe-Plakette des Landes Hessen.
Anfang der 1960er Jahre lebten 350 bis 400 Frauen, Männer und Kinder in der Loheland-Gemeinschaft.
Im März 1963 wurde Louise Langgaard als Leiterin der Loheland-Schule das Bundesverdienstkreuz am Band verliehen.

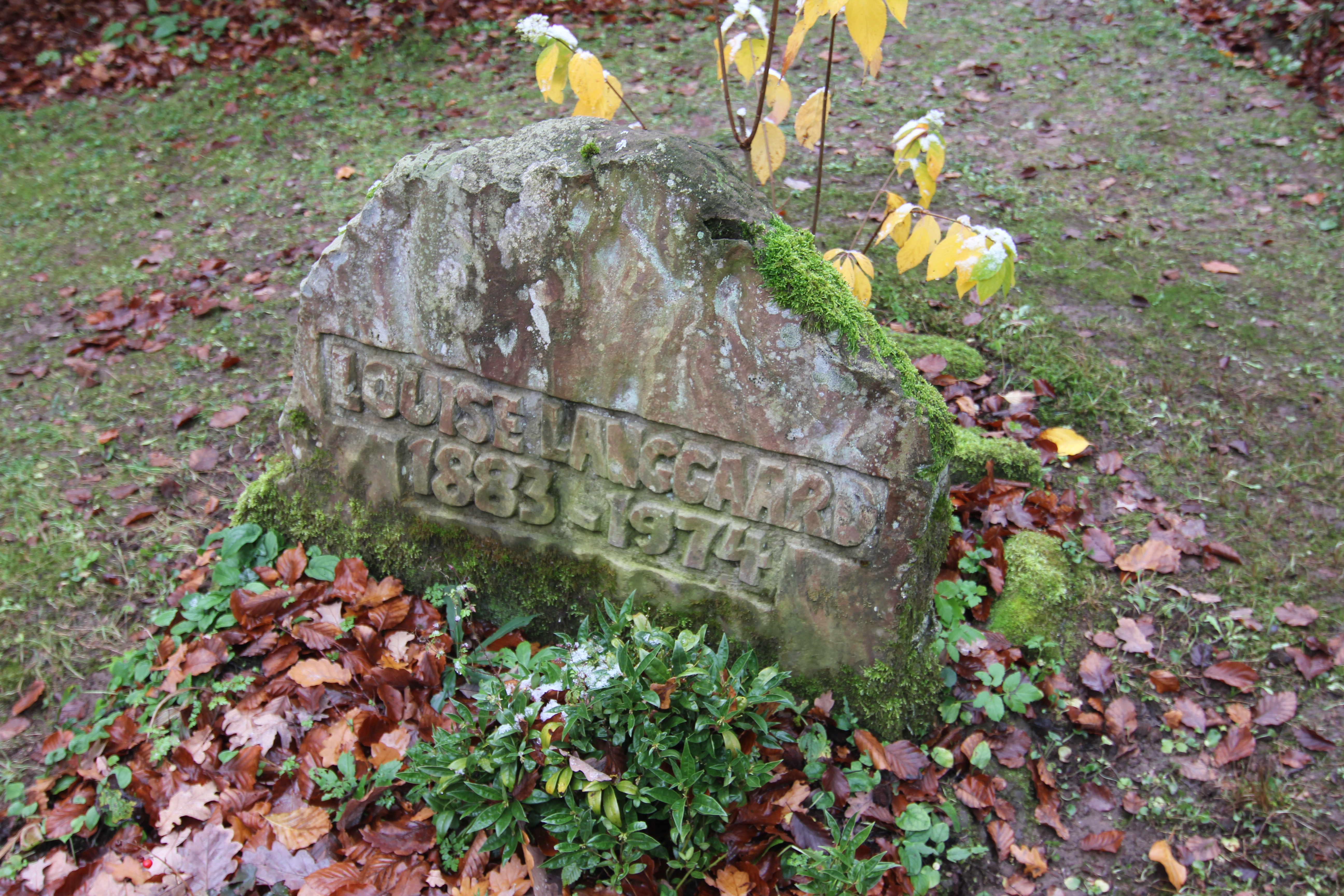
Grabstein Louise Langgaard auf dem Friedhof Loheland

Es kam zu keinem Wiedersehen der beiden Loheland-Gründerinnen. Louise Langgaard starb 1974 in Loheland, erst 1977 besuchte Hedwig von Rohden wieder die Stätte ihres gemeinsamen Projektes. Fünf Jahre später, 1982, zog von Rohden nach Loheland und lebte dort bis zu ihrem Tod im Jahr 1987.
Werkstätten bestanden in Loheland bis 1996, die gymnastische Ausbildung gab es bis 2009.

## Werke (Auswahl)
- Louise Langgaard: Loheland. In: Ludwig Pallat, Franz Hilker (Hrsg.): Künstlerische Körperschulung. Breslau 1923, S. 41–48.
- Louise Langgaard: Die gegenwärtige Lage der Gymnastik. In: Gymnastik. 4. Jg., 1929, S. 65–78.